# Gerald D. Mahan
Gerald Dennis Mahan (* 24. November 1937 in Portland, Oregon; † 21. November 2021 in Acton, Massachusetts) war ein US-amerikanischer theoretischer Physiker, der auf dem Gebiet der Festkörperphysik arbeitete.

## Leben
Mahan studierte bis 1959 an der Harvard University Physik. Von 1959 bis 1961 war er Predoctoral Fellow der National Science Foundation. 1964 wurde er an der University of California, Berkeley promoviert (Ph.D.). Anschließend war er bis 1967 im Forschungs- und Entwicklungszentrum von General Electric tätig. 1967 wechselte er an die University of Oregon und wurde dort Associate Professor für Physik. Ab 1968 bis 1970 war er Stipendiat der Alfred P. Sloan Foundation (Sloan Research Fellowship).
Von 1973 bis 1984 war er Professor für Physik an der Indiana University Bloomington und von 1984 bis 2001 an der University of Tennessee in Knoxville. Daneben war er seit 1984 Distinguished Scientist des Oak Ridge National Laboratory. 2001 wurde er Distinguished Professor für Physik an der Pennsylvania State University.
Hauptgegenstand der Forschungsarbeit von Mahan war die theoretische Festkörperphysik, speziell die Vielteilchentheorie von Isolatoren, Halbleitern und Metallen und deren Wechselwirkung mit elektromagnetischer Strahlung unterschiedlicher Frequenz. Neben der rein theoretischen Arbeit war die Entwicklung elektronischer Bauelemente ein weiterer Schwerpunkt seiner Arbeit, darunter die Entwicklung von Varistoren auf der Basis von Zinkoxid (ZnO). Neben zahlreichen Aufsätzen in wissenschaftlichen Zeitschriften publizierte er mehrere Monografien sowie ein Lehrbuch zur angewandten Mathematik.
1974 wurde er Fellow der American Physical Society.
1995 wurde er zum Mitglied der National Academy of Sciences gewählt. Seit 2005 ist er Mitglied der American Academy of Arts and Sciences. 2008 wurde er als auswärtiges Mitglied in die Königliche Wissenschafts- und Literaturgesellschaft in Göteborg aufgenommen.

## Schriften (Auswahl)
Zeitschriften
- G. D. Mahan: Excitons in degenerate semiconductors. In: Physical Review. Band 153, Nr. 3, 1967, S. 882–889, doi:10.1103/PhysRev.153.882.
- G. D. Mahan: Excitons in metals: infinite hole mass. In: Physical Review. Band 163, Nr. 3, 1967, S. 612–617, doi:10.1103/PhysRev.163.612.
- G. D. Mahan: Theory of photoemission in simple metals. In: Physical Review B. Band 2, Nr. 11, 1970, S. 4334–4350, doi:10.1103/PhysRevB.2.4334.
- G. D. Mahan: Collective excitations in x-ray spectra of metals. In: Physics Review B. Band 11, Nr. 12, 1975, S. 4814–4824, doi:10.1103/PhysRevB.11.4814.
- G. D. Mahan, A. A. Lucas: Collective vibrational modes of adsorbed CO. In: Journal of Chemical Physics. Band 68, 1978, S. 1344, doi:10.1063/1.435952.
- G. D. Mahan, L. M. Levinson, H. R. Philipp: Theory of conduction in ZnO varistors. In: Journal of Applied Physics. Band 50, 1979, S. 2799, doi:10.1063/1.326191.
- G. D. Mahan: Quantum transport equation for electric and magnetic fields. In: Physics Reports. Band 145, Nr. 5, 1987, S. 251–318, doi:10.1016/0370-1573(87)90004-4.
- G. D. Mahan, J. O. Sofo: The best thermoelectric. In: Proceedings of the National Academy of Sciences of the USA. Band 93, Nr. 15, 1996, S. 7436–7439, doi:10.1073/pnas.93.15.7436.
- M. V. Simkin, G. D. Mahan: Minimum thermal conductivity of superlattices. In: Physical Review Letters. Band 84, Nr. 5, 2000, S. 927–930, doi:10.1103/PhysRevLett.84.927.

Bücher
- Gerald D. Mahan: Many-particle physics. 3. Auflage. Springer, New York 2000, ISBN 978-1-4419-3339-3.
- Gerald D. Mahan, K. R. Subbaswamy: Local density theory of polarizability. Springer, New York 1990, ISBN 978-1-4899-2488-9.
- Gerald D. Mahan: Applied Mathematics. Kluwer Academic, Plenum Publishers, New York 2002, ISBN 0-306-46683-X.
- Gerald D. Mahan: Quantum mechanics in a nutshell. Princeton University Press, Princeton, N.J. 2009, ISBN 978-0-691-13713-1.
- G. D. Mahan: Condensed matter in a nutshell. Princeton University Press, Princeton, N.J. 2011, ISBN 978-0-691-14016-2.